# Route nationale 198
Cet article court présente un sujet plus développé dans : Route territoriale 10.
Pour les articles homonymes, voir Route 198.
La route nationale 198 ou RN 198 était une route nationale française reliant Bonifacio à Casamozza (commune de Lucciana). Elle a été classée par la loi du 26 juillet 1839. En 1854, elle est prolongée de Bastia à Maccinaggio (commune de Rogliano). En 1862, elle est prolongée de Maccinaggio à Saint-Florent. En 1972, le tronçon de Bastia à Saint-Florent a été déclassé en RD 80. En 2014, elle est devenue route territoriale 10.